# Apeninos

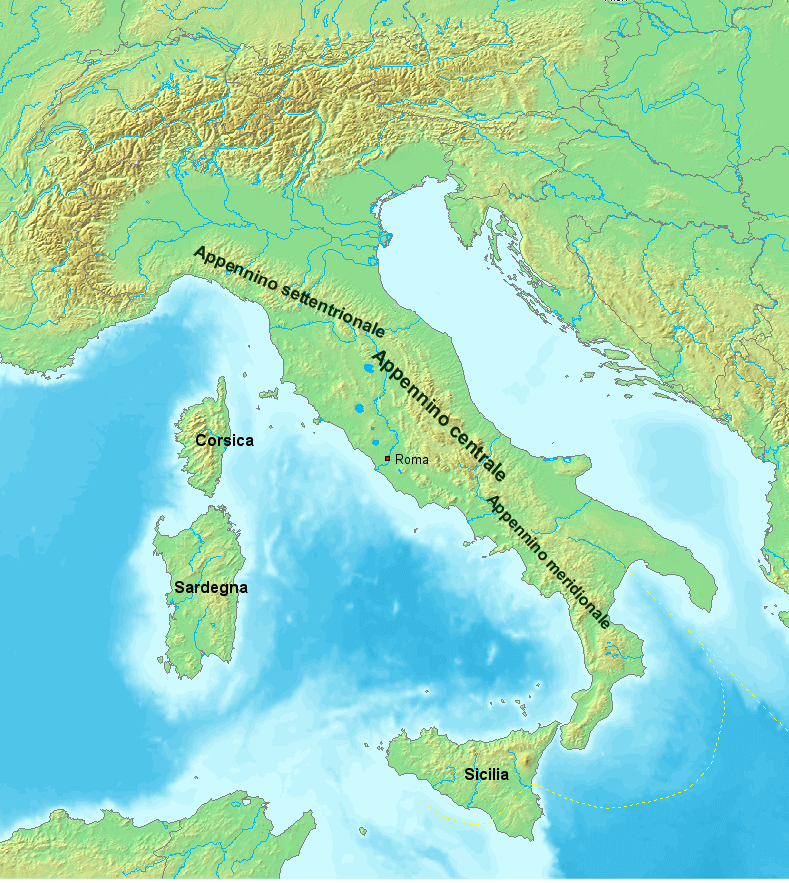
Localização dos Apeninos

A cordilheira dos Apeninos (em italiano: Appennini) estende-se por 1000 km ao longo da Itália central e costa leste, formando a coluna dorsal do país. Deram seu nome à península Apenina, que forma a maior parte da Itália. As montanhas são verdes e arborizadas, apesar de um lado do pico mais elevado, o Corno Grande (2912 m), ser parcialmente coberto pela geleira mais meridional da Europa. As elevações mais a leste, perto do mar Adriático, são abruptas, enquanto que as do oeste formam uma planície onde se localizam a maior parte das cidades históricas italianas, como Siena, Florença, Pisa, entre muitas outras.

## Importância histórica
Durante a Campanha da Itália, na Segunda Guerra Mundial, os alemães usaram os Apeninos como uma barreira defensiva natural contra o avanço aliado na Itália continental. Primeiro, ao sul entre fins de outubro de 1943 e maio de 1944, numa série de linhas defensivas conhecidas como Linha Gustav. Durante este período se travou a famosa Batalha de Monte Cassino. Após o avanço aliado pelo centro da Itália, a partir da queda de Roma em junho, os alemães mais uma vez utilizando-se dos Apeninos, desta vez dos maciços - setentrionais na divisa das regiões Toscana e Emília-Romanha, a partir de fins de outubro, mais uma vez conseguiram barrar o avanço aliado em direção ao Vale do Pó, através de uma série de linhas defensivas, denominadas de Linha Gótica. Tal barreira defensiva só viria a ser rompida em abril do ano seguinte.

## Bibliografia

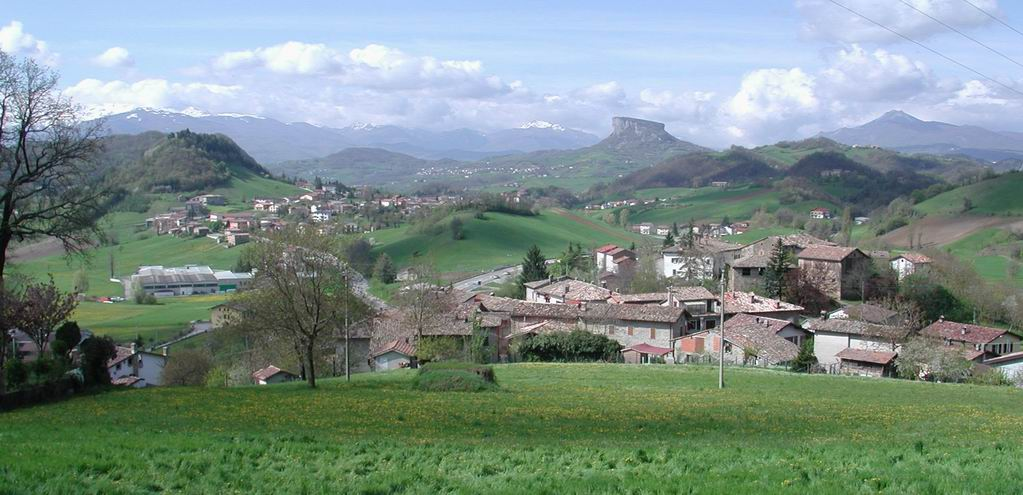
Apeninos na Emília-Romanha (Pietra di Bismantova)
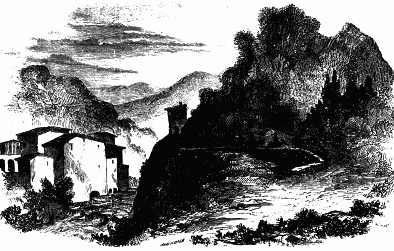
Apeninos (Imagem de 1880)